# Montrottier
Montrottier ist eine französische Gemeinde mit 1393 Einwohnern (Stand 1. Januar 2022) im Département Rhône in der Region Auvergne-Rhône-Alpes. Sie gehört zum Arrondissement Lyon und zum Kanton L’Arbresle.

## Nachbargemeinden
Nachbargemeinden von Montrottier sind Saint-Forgeux im Norden, Ancy im Nordosten, Saint-Julien-sur-Bibost im Osten, Brullioles im Süden, Longessaigne im Südwesten, Villechenève im Westen und Affoux im Nordwesten.

## Bevölkerungsentwicklung
| Jahr                       | 1962 | 1968 | 1975 | 1982 | 1990 | 1999 | 2013 |
| Einwohner                  | 1043 | 963  | 953  | 1157 | 1337 | 1358 | 1322 |
| Quellen: Cassini und INSEE |      |      |      |      |      |      |      |

## Sehenswürdigkeiten
- Portal der ehemaligen Priorei (15. Jahrhundert)
- Markthallen aus der Zeit Ludwigs XIV.
- Kirche Saint-Sulpice
- Pfarrhaus von Albigny an der Stelle der alten Burg
- Kapelle Saint-Martin-les-Périls (ursprünglich 12. Jahrhundert)

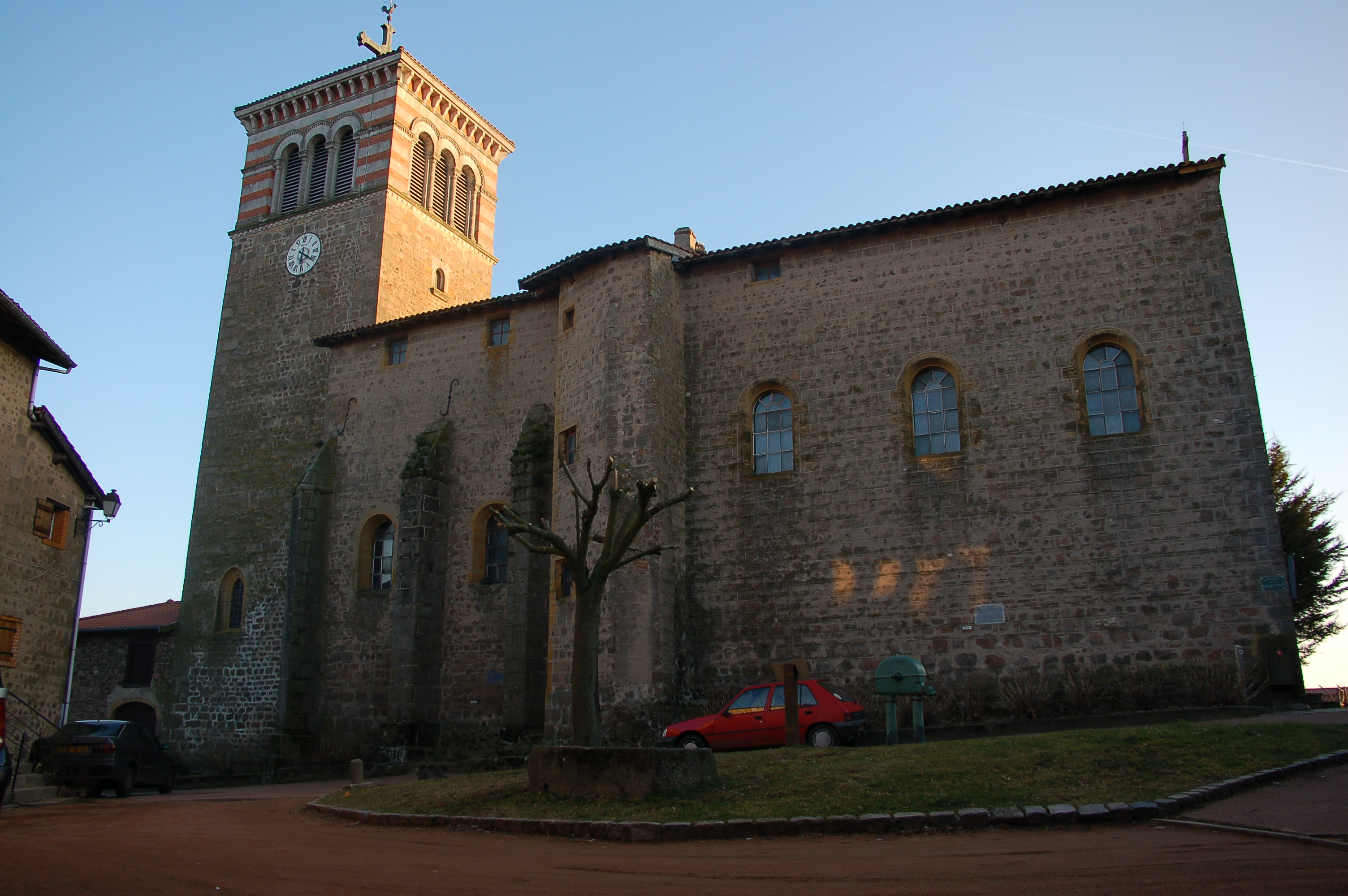
Kirche Saint-Sulpice
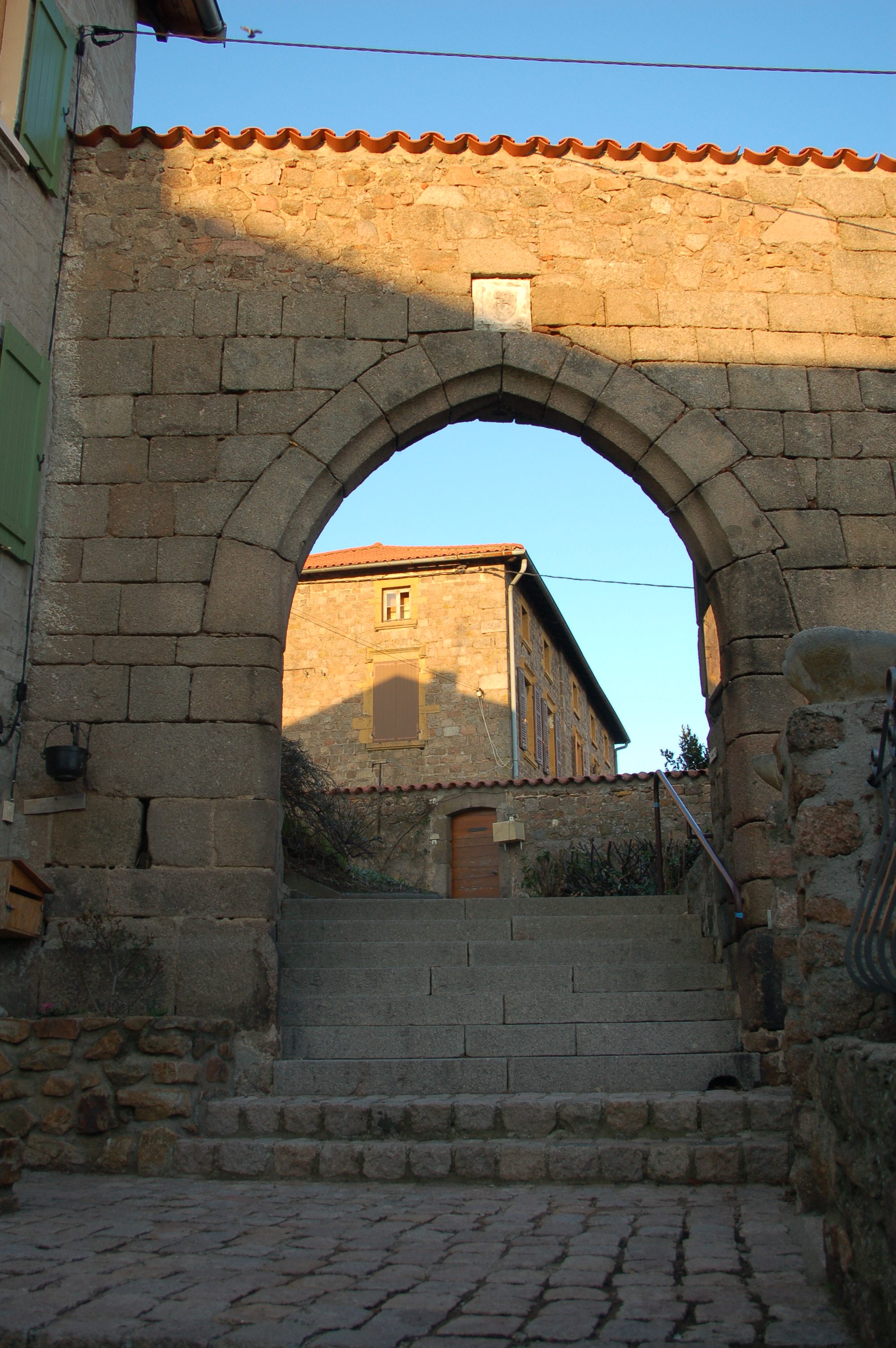
Portal der ehemaligen Priorei
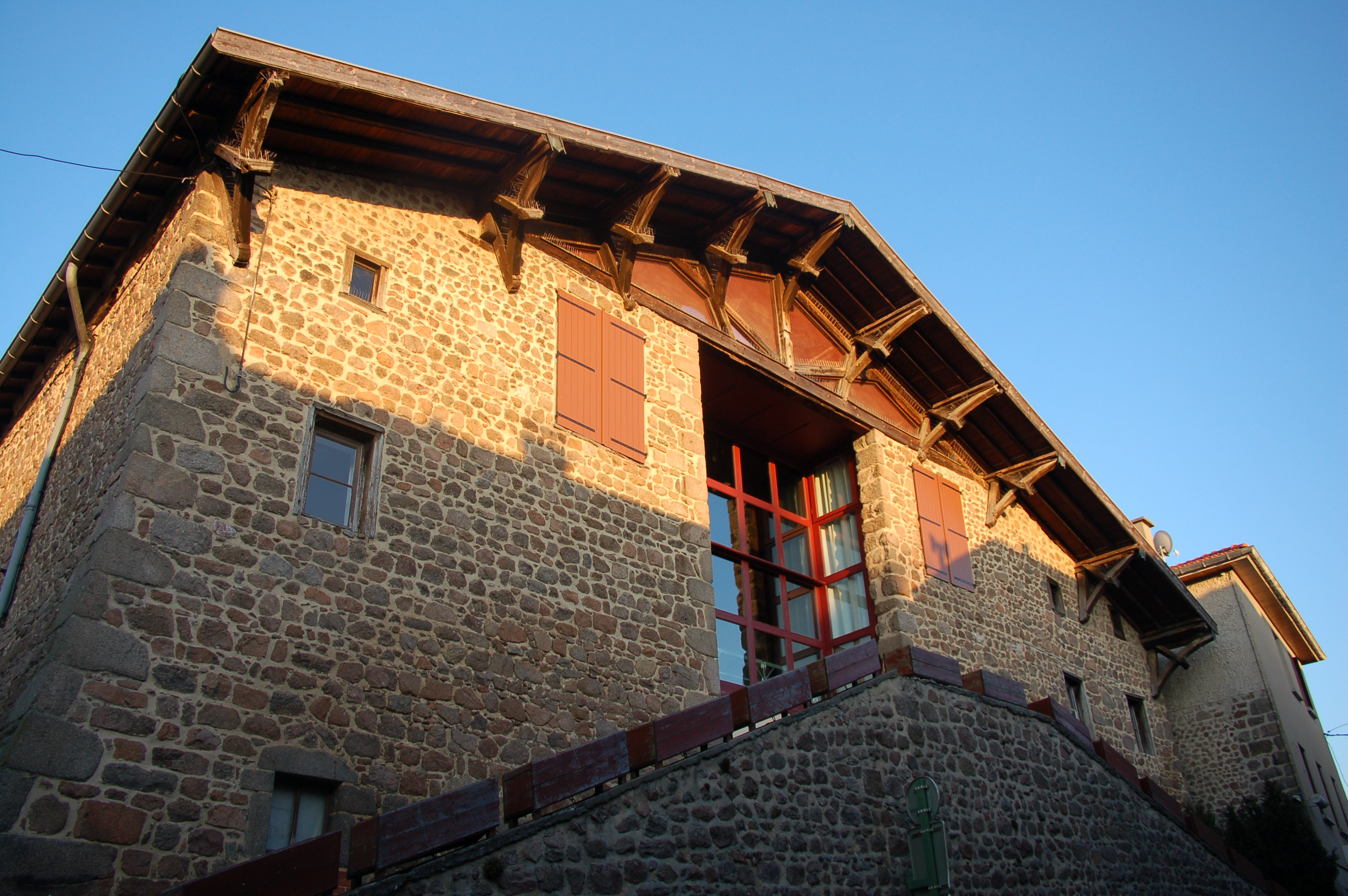
Markthallen
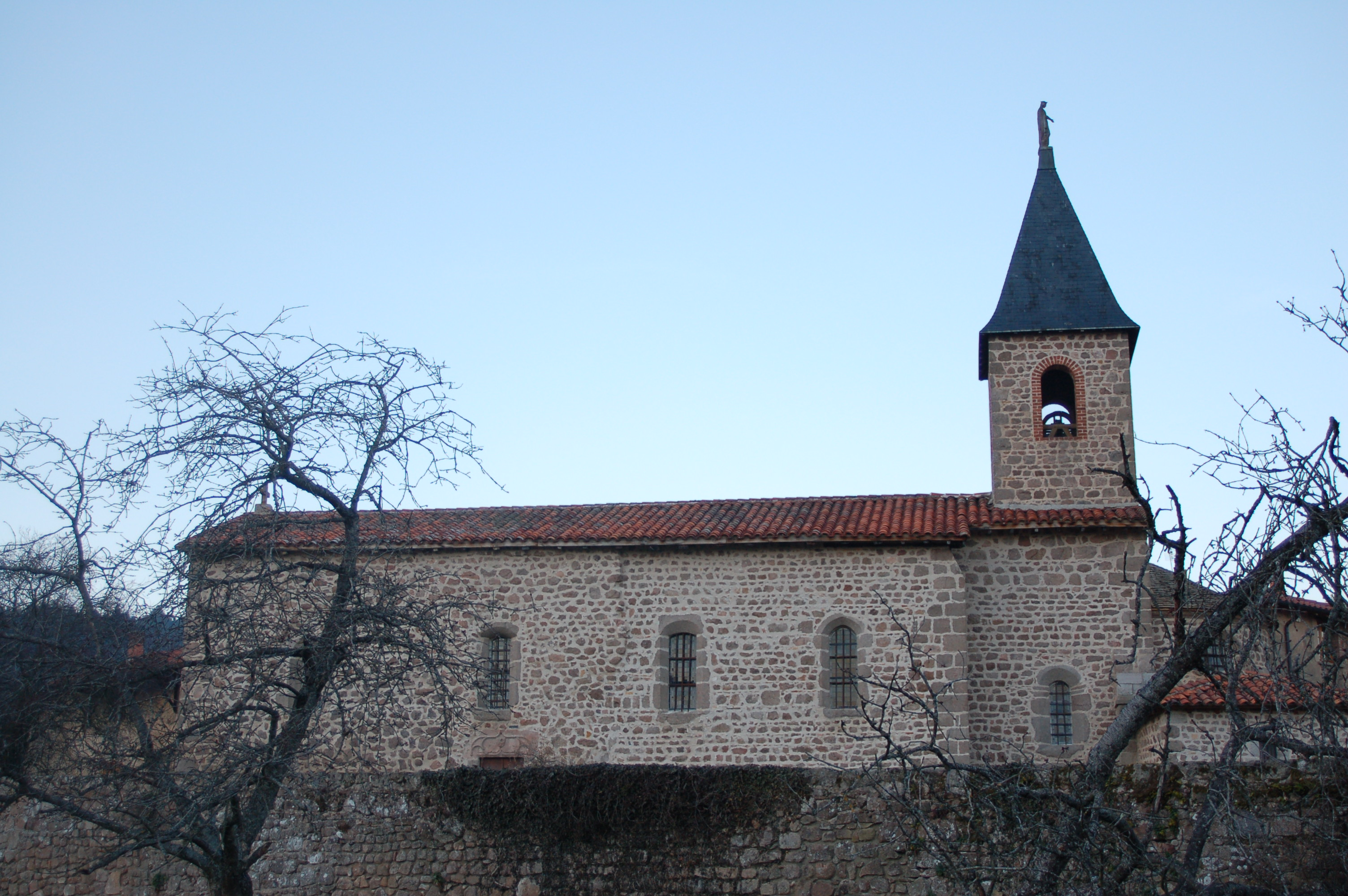
Kapelle Saint-Martin-les-Périls